# 獵犬座I (矮星系)
獵犬座I（Canes Venatici I）是銀河系的一個衛星矮星系，天文學家於2006年在史隆數位巡天獲得的數據中發現。它與獅子座I和獅子座II矮星系是銀河系最遙遠的已知衛星星系之一。
該星系距離太陽約220,000秒差距，並以約31km/s的速度遠離太陽。它被歸類為矮橢球星系，這意味著它具有橢圓形（軸比 ~ 2.5:1）形狀，半徑約為550秒差距。
獵犬座I是銀河系一個相對暗淡的衛星，綜合光度約為太陽的230,000倍（絕對星等約為 -8.6等）。然而，它的質量約為2,700萬太陽質量，這意味著該星系的質光比約為220，高質光比意味著獵犬座I主要由暗物質組成。。
獵犬座I的恆星群主要由100億年前形成的老恆星組成。這些老恆星的金屬豐度也非常低，為 [Fe/H] ≈ -2.08 ± 0.02，這意味著它們所含的重元素為太陽110分之1。還有約60顆天琴座RR型變星。